# Nicolás Cicileo
Nicolás Cicileo né le 1er octobre 1993 à Buenos Aires, est un joueur de hockey sur gazon argentin. Il évolue au poste de défenseur au Royal Daring HC et avec l'équipe nationale argentine.

## Carrière

### Coupe du monde
- Top 8 : 2018

### Coupe d'Amérique
- : 2022

### Jeux olympiques
- Top 8 : 2020